# Joseph Hornung
Joseph Hornung, né le 25 janvier 1792 à Genève et mort le 4 février 1870 dans la même ville, est un peintre suisse.

## Biographie
Joseph Hornung naît le 25 janvier 1792 à Genève, son lieu d'origine; sa famille étant cependant d'origine alsacienne et établie à Genève en 1685.
Il fait un apprentissage de graveur de boîtiers de montres et se forme à la peinture en autodidacte. Il est essentiellement portraitiste. Il est parfois considéré comme le peintre officiel de la Réforme.
Il est membre du législatif cantonal genevois à partir de 1836 (Conseil représentatif, puis Grand Conseil à partir de 1842).
Il meurt le 4 février 1870 à Genève.

## Élèves
- Elisa Blondel (1811-1845)
- Paul Cabaud (1817-1895)
- Eugénie du Colombier (1806-1888)
- François Diday (1802-1877)
- Amile-Ursule Guillebaud (1800-1886)